# Федерація єврейських громад України (ФЄГУ)
Федерація єврейських громад України (ФЄГУ) — всеукраїнська єврейська релігійна організація, заснована в 1999 році на Конференції юдейських релігійних громад та організацій України, що станом на 2023 рік об'єднує 178 громад ортодоксального юдаїзму Хабад-Любавич  .

## Керівництво
- Голова ради ФЕОУ – рабин Меїр Цві Стамблер
- Виконавчий віце-голова – рабин Рафаель Рутман
- Головний рабин – рабин Шмуель Камінецький
- Директор – Аліна Теплицька

## Історія заснування
На початку 90-х років розпочалося відродження єврейських громад у містах України, які створювалися переважно завдяки ентузіазму активістів єврейського руху, без досвіду роботи, без продуманої стратегії, без достатньої координації та взаємодії. Так з ініціативи керівників єврейських громад та організацій, для координації та об'єднання зусиль єврейських громад та активізації процесів інтеграції та розвитку єврейського суспільного життя та була створена ФЄГУ. На початку своєї діяльності ФЄГУ розгорнула роботу з формування регіональних об'єднань як структурних ланок з метою взаємодії між головним офісом ФЄГУ та місцевими громадами. Ці об'єднання розпочали свою роботу у складі 5-6 місцевих громад. Тепер Федерація об'єднує понад 130 громад у містах, єврейське населення яких становить понад 400 000 осіб.      

## Цілі та завдання
Основне завдання ФЄГУ – це допомога єврейським громадам у їхній повсякденній роботі, за основними напрямками їх діяльності:
- Розвиток єврейської освіти. [9]
- Відродження єврейської традиції.[10]
- Підтримка соціальних програм.[11]
- Проведення єврейських свят та відродження єврейської культури.[12]
- Програми розвитку та спеціальні проєкти.[13] [14] [15] [16]

## Діяльність
Основна діяльність ФЄГУ полягає у розробці та реалізації гуманітарних проєктів та благодійних програм з підтримки єврейського населення, відновлення єврейських традицій та культури єврейського народу. Велике значення ФЄГУ надає організації єврейських свят у громадах за участю іноземних посланців.

### Соціальні програми
У всіх громадах, охоплених діяльністю ФЄГУ, щорічно проводяться великі програми, а саме:
«Великодня Програма» - проходить у місяць Нісан, передбачає забезпечення євреїв України великодньою мацею  та кошерним вином або соком для святкових седерів, а також організацію та проведення десятків громадських седерів, як у великих містах, так і у невеликих громадах. Щорічно седери проходять у понад 80 містах України, у яких бере участь близько 17000 учасників із залученням понад 40 іноземних та місцевих посланців.    У 2020 році, у зв'язку з пандемією COVID-19, за програмою розіслали великодні набори членам єврейських громад у кожну сім'ю окремо. Загалом набори отримали 16158 членів єврейських громад.  «Програма Тішрей» - проходить у місяць Тішрей, який наповнений єврейськими святами: Рош-а-Шана, Йом-Кіпур, Суккот, Шміні Ацерет та Сімхат . Щоб допомогти євреям виконати всі заповіді свят місяця Тишрей, ФЄГУ забезпечує організацію та допомогу у правильному їх виконанні. Це дозволяє зберігати зв'язок українських євреїв з їхньою історією, традиціями та спадщиною.

### Видавнича діяльність
ФЄГУ протягом року видає та поширює у громади друковану продукцію. Це календарі із зазначенням традиційних та єврейських чисел та місяців, у яких зазначені всі важливі єврейські дати, всі свята із зазначенням часу запалення шаббатних свічок та багато іншого.    Це тематичні буклети на кожне єврейське свято з докладним описом заповідей, історії, законів та звичаїв. Це книжки з основ юдаїзму, традиціям і Галаху, вчення Любавічного Ребе, дитячі книжки тощо. 

### Діяльність з моментувторгнення Росії в Україну
ФЄГУ організовує табір для тимчасових переселенців в Угорщині  та в Польщі . Також ФЄГУ допомогає продуктовими наборами під час війни різним религійним громадам.

## Партнери
Федерація має широкі внутрішні та зовнішні зв'язки, працює в тісній співпраці з Міністерством освіти Ізраїлю, посольством Держави Ізраїль в Україні, Єврейським Агентством Сохнут, благодійним фондом «Ор Авнер»   Американським єврейським об'єднаним розподільним комітетом , а також з найбільшими єврейськими організаціями у всіх країнах світу.